# Халиме-султан
Халиме́-султа́н (тур. Halime Sultan; ок. 1571 — после 10 сентября 1623) — наложница османского султана Мехмеда III, мать османского султана Мустафы I. Во время двукратного правления сына носила титулы валиде-султан.

## Происхождение
Халиме была абхазского происхождения. Точная дата и обстоятельство попадания девушки в гарем будущего султана Мехмеда III не известны. Халиме стала любимицей Мехмеда, который в то время был санджак-беем Манисы, и приблизительно в 1587 году родила своего первого ребёнка — сына Махмуда. Ещё до восшествия Мехмеда на османский трон Халиме родила ещё одного сына, Мустафу, и, вероятно, дочь, имя которой неизвестно. Дочь Халиме впоследствии стала женой великого визиря Давута-паши, который прославился убийством султана Османа II в 1622 году.
В 1595 году Мехмед стал султаном; Халиме оказалась во дворце Топкапы, где всем заправляла валиде Сафие-султан. Именно Сафие сыграла немалую роль в казни старшего сына Халиме, шехзаде Махмуда, в 1603 году: валиде перехватила сообщение, отправленное Халиме-султан религиозным провидцем, который предсказал, что Мехмед III умрёт в течение шести месяцев и ему будет наследовать его старший сын. Согласно записям английского посла, Махмуд был расстроен тем, «что его отец находится под властью старой султанши, его бабушки, и государство рушится, так как она ничто не уважает так, как собственное желание получать деньги, о чём часто сокрушается его мать [Халиме-султан]», которая была «не по душе королеве-матери». Султан стал подозревать сына в заговоре и ревновать к популярности шехзаде и приказал задушить Махмуда.
В 1603 году умер султан Мехмед III. Участь единственного сына Халиме была незавидной: существовал обычай казни всех братьев новоиспечённого султана сразу по восшествии его на престол ради поддержания порядка в империи (т. н. закон Фатиха). Так, по приказу Мехмеда III в 1595 году были казнены девятнадцать его братьев — сыновей султана Мурада III. Однако после смерти Мехмеда III на троне оказался его тринадцатилетний сын Ахмед, который принял решение сохранить жизнь брату. Такое решение, вероятно, было принято под давлением обстоятельств: Мустафа был единственным наследником брата в отсутствие у него сыновей. Кроме того, Мустафа остался жив и после рождения у султана нескольких сыновей; историки считают, что Ахмед I посчитал: брат не может угрожать его правлению в виду явной психической болезни. Ещё одной из причин отступления Ахмеда от правил явилось влияние его любимой наложницы Кёсем, которая не желала после смерти султана видеть на троне шехзаде Османа — старшего сына Ахмеда I от наложницы Махфируз. Кёсем считала, что когда Осман взойдёт на трон, он, скорее всего, казнит своих единокровных братьев — сыновей Ахмеда и Кёсем. Такой сценарий был частично реализован в 1621 году, когда после рождения сына Омера Осман II казнил своего брата Мехмеда.
До смерти Ахмеда I в 1617 году Мустафа был заточен во дворце в т. н. Кафесе (клетке) — небольшом павильоне (кёшке) на территории султанского дворца, в котором шехзаде находился в изоляции от внешнего мира под постоянным наблюдением стражи. Халиме же была отправлена в Старый дворец, где ей была назначена пенсия как вдове султана.

## Валиде-султан

### Первое правление
В ноябре 1617 года умирает Ахмед I. Смерть Ахмеда I привела к дилемме, которая никогда не возникала ранее в Османской империи: несколько шехзаде, живших в Топкапы, получили право на трон. Двор разделился. Одна из фракций во главе с шейх-уль-исламом Ходжасадеттинзаде Мехметом Эсатом-эфенди и Софу Мехмедом-пашой, который замещал великого визиря во время отсутствия того в Стамбуле, предпочитали видеть на троне взрослого и вместе с тем психически несостоятельного сына Халиме, нежели его молодого здорового племянника Османа. Софу Мехмед утверждал, что Осман был слишком молод, чтобы править, не вызывая негативной реакции среди населения. Глава чёрных евнухов Мустафа-ага возражал, ссылаясь как раз на психическое здоровье шехзаде, но его возражения не были приняты во внимание и на трон был возведён Мустафа.
Халиме была вызвана из Старого дворца и провозглашена валиде-султан. Вскоре стало ясно, что Мустафа не сможет самостоятельно править и бразды правления в свои руки взяла Халиме. Халиме получила бо́льшую власть, чем её предшественницы; в своём правлении новая валиде опиралась на поддержку великого визиря Дамата Халила-паши. Кроме того, Халиме удалось заключить альянс с оруженосцем султана Мустафой-агой, который являлся главным офицером во дворце и который получил пост губернатора Египта при условии, что он женится на кормилице султана; в течение нескольких следующих месяцев пашу вернули в столицу в качестве великого визиря.
То, как обстояли дела в государстве не устраивало многих, и в 1618 году одна из придворных фракций низвергла Мустафу I и возвела на трон его племянника Османа II. Мустафа снова оказался в Кафесе, а Халиме в Старом дворце. Как бывшая валиде она стала получать бо́льшую пенсию, нежели будучи просто вдовой султана, однако меньшую, чем её свекровь Сафие Султан.

### Второе правление
18 мая 1622 года во время очередного янычарского мятежа был свергнут Осман II. Мятежники освободили Мустафу I и признали его своим повелителем. Ходили слухи, что незадолго до переворота Халиме встречалась с некоторыми янычарами и великим визирем Кара Давудом-пашой, чтобы договориться о восстановлении её сына на османском троне. Ни придворная фракция, выступавшая за Мустафу, ни его мать не чувствовали себя в безопасности, пока был жив Осман. Их беспокойство было вполне обоснованным, поскольку некоторые мятежники хотели иметь султана про запас, надеясь использовать его в своих целях в будущем. 20 мая Осман II, помещённый в крепость Едикуле, был жестоко избит и задушен Кара Давудом; одно ухо и нос убитого Османа доставили Халиме Султан.
В стране под влиянием конфликтов между янычарами и сипахами с последующим мятежом смещённого бейлербея Эрзурума Абазы Ахмеда-паши, желавшего отомстить за убийство Османа II, возникла политическая нестабильность. Халиме пожертвовала Кара Давудом в попытке прекратить конфликт, но Абаза Мехмед не останавливался и в мае 1623 года во главе сорокатысячной армии осадил Анкару. У власти сменилось ещё четверо великих визирей, прежде чем на этот пост был назначен Кеманкеш Кара Али-паша. Духовники и Кара Али уговорили Халиме Султан согласиться на низложение её сына. Халиме согласилась при условии, что Мустафе сохранят жизнь. 10 сентября 1623 года на османском троне оказался одиннадцатилетний Мурад IV, сын Ахмеда I и Кёсем. Мустафа вновь был отправлен в Кафес, где провёл всю оставшуюся жизнь. Халиме в третий и последний раз отправилась в Старый дворец и вскоре после этого умерла. Мустафа умер в 1639 году и никто не мог решить, где его хоронить. Тело бывшего султана пролежало семнадцать часов, после чего без всяких почестей было предано земле в бывшем баптистерии Ая-Софьи.

## В культуре
- В турецком сериале «Великолепный век: Кёсем Султан» роль Халиме исполнила Аслыхан Гюрбюз. Дочери Халиме в сериале дали имя Дильруба; роль Дильрубы в детстве исполнила Мелиса Илайда Озджаник[15], роль взрослой Дильрубы исполнила Ойкю Караель.